# Фокінці
Фо́кінці (рос. Фокинцы) — присілок у складі Горноуральського міського округу Свердловської області.
Населення — 4 особи (2010, 7 у 2002).
Національний склад станом на 2002 рік: росіяни — 100 %.